# Quan Thiên Bồi

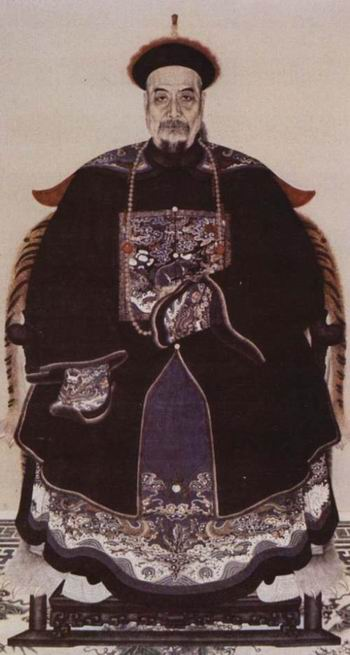
Quan Thiên Bồi

Quan Thiên Bồi (chữ Hán: 關天培, tên tiếng Anh: Kuan T'ien-p'ei, 1781 - 1841), tự Trọng Nhân (仲因), hiệu Tư Phố (滋圃) là một vị tướng nhà Thanh vào thế kỷ thứ XIX trong Lịch sử Trung Quốc. Ông là Đề đốc tỉnh Quảng Đông dưới quyền của Lâm Tắc Từ, là vị tướng chỉ huy quân Thanh ở pháo đài Hạ Môn chống trả quân Anh xâm lược trong cuộc Chiến tranh Nha phiến lần thứ nhất và đã cùng các tướng sĩ tử trận trong cuộc chiến này. Tuy thất trận nhưng ý chí kiên cường, sự hi sinh anh dũng của ông đã nêu cao tinh thần tận trung báo quốc, được sử sách tôn vinh là anh hùng dân tộc của Trung Hoa.

## Trong Chiến tranh nha phiến

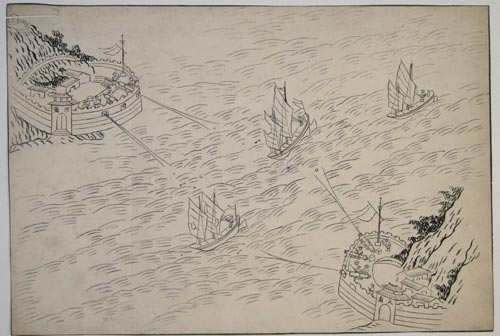
Quân Thanh dùng pháo đánh trả quyết liệt

Trong cuộc chiến tranh Nha phiến lần thứ nhất, Quan Thiên Bồi được giao nhiệm vụ chỉ huy pháo đài Hạ Môn, một cứ điểm quan trọng ven bờ biển ở Quảng Đông.

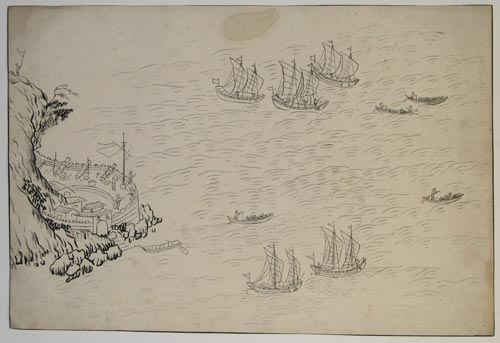
Pháo hạm của Anh đang bao vây cứ điểm của Quan Thiên Bồi

Tháng 2 năm 1841, Đế quốc thực dân Anh huy động lực lượng và tàu chiến đến phong tỏa cứ điểm này. Lực lượng quân Anh bao vây căn cứ gồm 1.037 lính và năm tàu chiến do James Bremer, Thomas Simson Pratt, Humphrey Fleming Senhouse và Thomas Herbert chỉ huy. Lực lượng quân Thanh do Quan Thiên Bồi chỉ huy gồm 2.000 quân, phần lớn chỉ có vũ khí thô sơ (giáo mác, cung tên) và 30 tàu chiến cũ kỹ và lạc hậu.
Trận đấu diễn ra quyết liệt, Đề đốc Quan Thiên Bồi dù không có lực lượng chi viện vẫn kiên quyết chiến đấu đến cùng, ông chỉ huy tướng sĩ kháng cự bất chấp hỏa lực mạnh mẽ của Quân đội Anh và sự thương vong của binh lính.
Dù vậy với lợi thế về hỏa lực (đại pháo từ các chiến hạm) và phương tiện chiến tranh tối tân vượt trội so với trang bị của quân Thanh, Quân đội Anh đã nhanh chóng chiếm được pháo đài Hạ Môn sau hơn hai giờ đồng hồ bắn phá.
Sau khi Pháo đài Hạ Môn đã bị quân Anh chiếm cứ, Quan Thiên Bồi cùng các tướng sĩ của mình vẫn kiên quyết không rút chạy, ông đã cùng binh sỹ dùng cung tên, giáo mác, dao kiếm để quyết tử chiến với đối phương, nhưng cuối cùng tất cả đều thiệt mạng do vũ khi quá thô sơ so với Quân đội Anh. Theo lính Anh kể lại, ông hy sinh mà vẫn trong tư thế đứng thẳng đối diện với quân thù, vì thế quân Anh rất ngưỡng mộ nghĩa khí của ông, sau trận đánh họ đã trao trả thi thể ông và cho thực hiện nghi thức bắn đại bác để tỏ lòng kính trọng.
Sự hi sinh anh dũng tráng liệt của ông được nhân dân ca ngợi là một tấm gương vì nước quên thân, nêu cao tinh thần trung quân ái quốc.

## Trong văn hóa
Hình ảnh vị Đề đốc Quan Thiên Bồi được tái hiện qua bộ phim "Võ Trạng nguyên Thiết Kiều Tam" của Hồng Kông sản xuất. Trong phim này, ông được miêu tả là người có võ công cao cường, kết bạn và là sư phụ của nhân vật chính của phim là Thiết Kiều Tam. Ông được xây dựng là một viên quan đề đốc cố chấp ngăn cản Lâm Tắc Từ xét kho tìm á phiện (nha phiến). Khi ông được giao trọng trách quản hạch các bến cảng, quy phòng vùng Quảng Đông, ông cho rằng á phiện (là thuốc "Phước Thọ Cao" - Long Life Plaster) có lợi và cho binh sĩ dưới quyền hút nha phiến để "nâng cao sĩ khí, chấn phấn tinh thần", ông còn nói rằng giao thương với bên ngoài là tốt cho kinh tế. Lâm Tắc Từ đáp rằng ông cấm nha phiến vì "mậu dịch nha phiến làm tiền tài đất nước tiêu tán rất nhiều, nha phiến còn làm cho lê dân mất hết lý khí, tiêu tan chí khí, nếu binh dân trên dưới toàn quốc đều như vậy thì quốc gia dân tộc còn có thể cứu được hay sao". Sau đó ông đã tỉnh ngộ, ủng hộ việc tiêu hủy nha phiến là thứ thuốc "Phước Thọ Cao" hại nước hại dân, làm cho quốc dân suy nhược yếu đuối, hoàng triều diệt vong. Và sau đó ông bị kẻ gian (chính là tay sai đồng đảng của bọn tham quan ô lại sâu dân mọt nước do một vị Thân vương cầm đầu, cấu kết với thương nhân Tây dương ngoại quốc) ám hại ông trong một trận hỏa hoạn.